# Кастрица
Кастрица (греч. Καστρίτσα) — деревня в Греции, южный пригород Янины. Расположен в 7 километрах к юго-востоку от центра Янины и в 3 километрах к северо-востоку от Кацикаса на высоте 490 метров над уровнем моря у юго-восточной оконечности озера Янины (Памвотиды) к востоку от холма Текмона (греч. Τέκμων). Входит в общину (дим) Янину в периферийной единице Янине в периферии Эпире. Население 557 жителей по переписи 2011 года. Площадь 11,923 квадратных километров.
К югу от деревни проходит автомагистраль «Эгнатия» (Александруполис — Салоники — Янина — Игуменица).

## История
Во времена Османской Греции в Кастрице в приходе церкви работала начальная школа. Первоначально школа размещалась в старом турецком здании, в Кулии (Κούλια) — характерном памятнике турецкой власти Али-паши.
Покровитель деревни — Святой Георгий, чья церковь была построена в 1678 году.

## Название
До 1927 года деревня называлась Баркмади (Μπαρκμάδι), Баркумади или Баркамади (Μπαρκουμάδι η Μπαρκαμάδι), что соответствует албанским словам алб. bark и алб. madh и буквально означает «большой живот», а переводится как «обжора». В 1927 году деревня была переименована в Кастрицу от κάστρο «замок» из-за руин замка на холме Текмоне.

## Археология
По близости от деревни были найдены артефакты, которые подтверждают присутствие человека в данном месте начиная с эпохи неолита.
К западу от деревни находится холм Текмон, который богат находками. В частности, в холме были найдены:
- с западной стороны следы стоянки периода 20000-10000 лет назад, что соответствует позднему палеолиту. Пещера была исследована британскими археологами в 1967 году.
- на северной оконечности другая пещера со следами стоянки времён после позднего неолита.
- у подножья холма могилы позднеэлладского периода.

К востоку от деревни в 1948—1949 годах были обнаружены следы поселения, которое было исследовано С. Дакарис в 1951—1952 годах и сделанные находки (гробницы, керамика) свидетельствуют о населённости этого места с эпохи неолита.
На северном склоне холма находится древний акрополь Текмон с периметром около 3000 метров и пятью входами, центральный вход расположен на северо-восточном склоне холма. Из древнеримских источников следует, что на холме был акрополь и, вероятно, город Текмон, в котором жили сестра древнего царя Пирра и мать Александра Македонского Олимпиада Эпирская.

## Население
| Год  | Население, человек |
| ---- | ------------------ |
| 1991 | 746                |
| 2001 | 671                |
| 2011 | ↘ 557              |